# 租借 (體育)
租借（英語：loan）在體育而言是涉及某名球員獲得擁有俱樂部准許暫時為另一俱樂部參賽，借用期可由數星期以至長達整個球季。

## 足球
球員被借用到其他球會有多個理由，最常見是年輕球員被借用到低級別聯賽球會汲取上陣經驗，以這種情況，母會會繼續支付球員的全薪。有部分球會與其結盟球會（feeder club）作出類似的培育青年球員的安排，例如曼聯與皇家安特衛普及與。
而當球會沒有足夠資金收購球員擴軍，但仍有薪金空間，或需補充受傷或停賽球員時，也會向借用球員方面打主意，以上情況下，借出球會可能要求收取借用費及/或支付借出球員在借用期的全部或部分薪金。有球會為節省薪金而將球員外借，或球員因傷康復後爭取恢復狀態。
亦有球員因與球會鬧不和，又沒有球會願意承擔其身價邀請加盟，該等球員會被暫時外借，例子有效力時的克雷格·贝拉米被外借到及拜仁慕尼黑的卢卡·托尼被借用到羅馬。
在英超外借球員是不獲准在借用期間倒戈出戰母會。

### 不支薪試訓球員
在蘇格蘭足球聯賽，球會獲准在競爭性賽事起用不支薪試訓球員參賽，在試訓期首兩星期，球員名字會採用代碼，賽事報告只會用「試訓球員」（"A Triallist"）而不名。